# Паришків
Па́ришків — село в Україні, у Баришівській селищній громаді Броварського району Київської області. Населення складає 533 особи. До 2020 року орган місцевого самоврядування — Паришківська сільська рада.

## Географія
Село Паришків розташоване за 83 км від обласного центру та 58 км від районного центру, на березі річки Трубіж.

## Історія
Parzysko на річці Berezanka позначено на «Генеральній карті України» (1648), «Спеціальному та докладному плані України…» де Боплана (1650) та на пізніших мапах.
У переписній книзі Малоросійського приказу (1666) згадується село Паршково. У ньому було 11 дворів. У 10 подвір'ях був 21 віл та 4 коня, 1 двір був «бобильським» (без землі). Усіх 11 чоловіків названо поіменно.
1756 року в селі з'явилась Ільїнська церква.
Село позначено на мапі 1826—1840 років.
1910 року - село Березанської волості Переяславського повіту Полтавської губернії, 234 господарства, 1211 мешканців разом з найманими робітниками.
Село відоме тим, що у 1924—1925 роках тут з'явився перший на Київщині трактор. Придбало його кредитне товариство, а пізніше продало місцевому селянину Джулаю М.
У 1930 році в селі організовано колгосп «Прапор комунізму». Першим головою став Ващенко О. П. Першу колгоспну контору було розміщено в садибі раніше репресованого Джулая М. 

За часів сталінських репресій 12 жителів села було репресовано. Після голодомору і репресій населення
села нараховувало 270 жителів — менше половини порівняно з переписом 1929 року. За свідченнями очевидців, у селі від голодомору померло щонайменше 300 мешканців.
12 червня 2020 року, відповідно з розпорядженням Кабінету Міністрів України № 715-р «Про визначення адміністративних центрів та затвердження територій територіальних громад Київської області», Паришківська сільська рада об'єднана з Баришівською селищною громадою.
17 липня 2020 року, в результаті адміністративно-територіальної реформи та ліквідації Баришівського району, село увійшло до складу Броварського району.

## Населення
Згідно з переписом УРСР 1989 року чисельність наявного населення села становила 813 осіб, з яких 362 чоловіки та 451 жінка.
За переписом населення України 2001 року в селі мешкала 631 особа.

### Мова
Розподіл населення за рідною мовою за даними перепису 2001 року:
| Мова       | Відсоток |
| ---------- | -------- |
| українська | 97,78 %  |
| російська  | 2,06 %   |
| болгарська | 0,16 %   |

## Уродженці села
- Корж Микола Панасович — український радянський діяч.
- Щур Володимир Іванович — український радянський

скульптор.